# جپ (ویرجینیای غربی)
جپ (به انگلیسی: Jap) یک منطقهٔ مسکونی در ایالات متحده آمریکا است که در شهرستان رالی، ویرجینیای غربی واقع شده‌است.